# Toshiharu Sakurai
Toshiharu Sakurai (桜井 敏治 Sakurai Toshiharu?,  Tokio, Japón, 3 de julio de 1964) es un actor de voz japonés, afiliado a 81 Produce. Ha participado en series como Fushigi no Umi no Nadia, Arslan Senki, Otaku no Video y Hunter × Hunter, entre otras. Sakurai es también el doblador japonés oficial de Shaggy Rogers, personaje de la franquicia de Scooby-Doo.

## Filmografía

### Anime
1982
- Las aventuras de Gigi como Kukku Bukku.
- Las misteriosas ciudades de oro como Sancho.

1986
- Bug tte Honey como Dal.

1987
- Zillion como Theo (ep 9).

1989
- Dragon Quest: Yūsha Abel Densetsu como Mokomoko.
- Miracle Giants Domu-kun como Goro.
- Yawara! como Hatakeyama.

1990
- Fushigi no Umi no Nadia como King y Hanson.
- Karakuri Kengo Den Musashi Lord como Kerokichi.

1991
- Honō no Tōkyūji Dodge Danpei como Osamu Ozaki y Todoh.

1992
- Chirorin Mura Monogatari como Pekopon.
- Shin-chan como Yonro Quattro.

1993
- Dragon League como Putera.
- Pokonyan! como Kikunosuke Hanada.
- Shippu! Iron Leaguer como Storake.

1994
- Mahōjin Guru Guru como Mandoragora.
- Montana como Slim.
- Tottemo! Luckyman como Lucky One.

1995
- Gulliver Boy como Magi Mammoth.
- Tobe! Isami como Juusuke.

1996
- Akachan to Boku como Françoise y el Padre de Gon.
- Harimogu Harley como Agezo.

1997
- Chō Mashin Eiyūden Wataru como Sunanoumi.
- Manmaru the Ninja Penguin como Satoru Kameyama.
- Tenchi en Tokio como Daidara Hoshi y Kazuhiko Amagasaki.

1998
- Master Keaton como Otto (ep 20).
- One Piece como Harisenbon.

1999
- Karakurizōshi Ayatsuri Sakon como Kenichi Saitou.
- Mugen no Ryvius como Akihiro Miyabi y Charlie.
- The Big O como el secuaz de Beck (ep 9).

2000
- NieA 7 como Bobby.

2002
- Tenshi na Konamaiki como Murakami (ep 32).

2004
- Black Jack como Hachiya Koizumi (Karte 34).
- Bleach como Tatsufusa Enjōji y Ken (ep 314).
- Futari wa Pretty Cure como Omp.
- Mermaid Melody: Pichi Pichi Pitch Pure como el Pez Napoleón (ep 81).
- Ragnarok The Animation como Rogue.
- Yu-Gi-Oh! GX como Iwamaru.

2005
- La Ley de Ueki como Bastero.
- Naruto como Poccha (ep 161).
- Tsubasa: RESERVoir CHRoNiCLE como Kanio.

2006
- Detective Conan como Yoshinobu Morimoto (eps 100-101).
- Sōten no Ken como Kabahei (ep 1).

2007
- D.Gray-man como Akuma (ep 28).
- Demashita! Powerpuff Girls Z como el Gran Billy.
- Gintama como Kikuya (ep 46).
- Kaiji como Andou.
- Naruto Shippūden como Gamariki.

2008
- Golgo 13 como George Kimball (ep 23).

2009
- Guin Saga como Andanos (ep 20).
- Sōten Kōro como Xu Chu (Kyo Cho).

2010
- Soredemo Machi wa Mawatteiru como Kazutoyo Arai.

2011
- Hunter × Hunter como Tompa.

2012
- Ozuma como Edgebora Gee.

2013
- Love Lab como Tatsumi Irikimi (eps 11-12).

2014
- Soredemo Sekai wa Utsukushii como Teteru.

2015
- Arslan Senki como el Rey Innocentius VII.

2016
- Maho Girls PreCure! como Isaac.

### Especiales
1995
- Zukkoke Sanningumi Kusunoki Yashiki no Guruguru-sama como Sankichi "Moo-chan" Okuda.

1996
- Yawara! Zutto Kimi No Koto Ga como Hatakeyama.

### OVAS
1986
- Machine Robo: Chronos no Gyakushuu como Triple Jim.

1987
- Dead Heat como Yoshio.

1988
- Legend of the Galactic Heroes como Kurt Singfubel.
- Leina Kenrou Densetsu como Triple Jim.

1991
- Otaku no Video como Tanaka.

1992
- Abashiri Ikka como Furando.
- Ruri-iro Princess como Kai.
- Tenchi Muyō! Ryo-Ōki como Kazuhiko Amagasaki.

1994
- Genocyber como Katsu (ep 1).

1996
- Mutant Turtles: Chōjin Densetsu-hen como Michelangelo.

2000
- Shin Getter Robo tai Neo Getter Robo como Gai.

2010
- Black Lagoon: Roberta's Blood Trail como Judway (ep 1).

### ONAs
2015
- Ninja Slayer From Animation como Trufflehog (eps 19-20).

### Películas
1987
- Bug tte Honey: Megalom Shōjo Rondo 4622 como Dal.

1991
- El Secreto de Fuzzy como Hanson.

1992
- Tottoi como Pedro.

1996
- Doraemon y el tren del tiempo como Gunman.
- Dorami & Doraemons: Robot School's Seven Mysteries como Doranikov.

1997
- The Doraemons: The Mysterious Thief Dorapan The Mysterious Cartel como Doranikov.

1998
- The Doraemons: The Great Operation of Springing Insects como Doranikov.

1999
- The Doraemons: Strange, Sweets, Strange? como Doranikov.

2000
- The Doraemons: Doki Doki Wildcat Engine como Doranikov.

2001
- Dorami & Doraemons: Space Land's Critical Event como Doranikov.

2012
- Naruto Shippūden 6: El camino ninja como Gamariki.

### CD Drama
- FAKE ~A Change of Partner~ como Rod.

### Tokusatsu[3]
1996
- Gekisō Sentai Carranger como Goki-chan.

1997
- Denji Sentai Megaranger como Rhino Nezire.

1998
- Seijū Sentai Gingaman como Bombs.

1999
- Seijū Sentai Gingaman vs Megaranger como Bombs.

2004
- Tokusō Sentai Dekaranger como Bon-Goblin Hells.

2012
- Tokumei Sentai Go-Busters como Wataameloid.

### Videojuegos
- Hunter x Hunter: Wonder Adventure como Tompa.
- Tales of Vesperia como Boccos.

### Doblaje

#### Shaggy Rogers
Ha doblado al japonés la voz de Shaggy Rogers de la franquicia Scooby-Doo en las siguientes animaciones:
- Batman: The Brave and the Bold (y como Woozy Winks.
- El nuevo show de Scooby y Scrappy-Doo.
- El show de Scooby-Doo y Scrappy-Doo.
- Johnny Bravo.
- Looney Tunes: De nuevo en acción.
- Scooby-Doo, Where are You!.
- Scooby-Doo and Scrappy-Doo.
- Scooby-Doo and the Alien Invaders.
- Scooby-Doo en la Isla de los Zombis.
- Scooby-Doo y el fantasma de la bruja.
- Scooby-Doo y la Persecución Cibernética.

También lo hizo para comerciales del canal Cartoon Network.

#### Otros doblajes
- ¿Dónde está Wally? como Woof.
- Canguro Jack como Louis.
- Casper, la primera aventura como Stinkie.
- Chicken Run como Fetcher.
- Despicable Me como el Padre Turista/Carnival Barker.
- Galaxy High School como Milo de Venus.
- Las tortugas ninja III como Michelangelo.
- Loca academia de policía como Eugene Tackleberry.
- Los Simpson: la película como Nelson Muntz.
- Pato Darkwing como Herb Muddlefoot.
- Super Inspector Ardilla como Morocco Topo.
- Thomas y sus amigos como Harvey.
- Tortugas Ninja Mutantes Adolescentes como Michelangelo.
- Toy Story 2 como los 3 Marcianos.
- Toy Story 3 como Sparks.